# Isocitrato-omoisocitrato deidrogenasi
La isocitrato-omoisocitrato deidrogenasi è un enzima appartenente alla classe delle ossidoreduttasi, che catalizza la seguente reazione:
(1) isocitrato + NAD+ ⇄ 2-ossoglutarato + CO2 + NADH
(2) (1R,2S)-1-idrossibutano-1,2,4-tricarbossilato + NAD+ ⇄ 2-ossoadipato + CO2 + NADH + H+
L'enzima, per funzionare, richiede Mn2+ e K+ o NH4+. A differenza della isocitrato deidrogenasi (NAD+) e della omoisocitrato deidrogenasi, questo enzima (proveniente da Pyrococcus horikoshii) può usare sia isocitrato che omoisocitrato come substrato. Si ipotizza che l'enzima abbia un ruolo sia nei pathways della lisina che in quello del glutammato.